# 扎倫博島
扎倫博島（英語：Zarembo Island）是美國的島嶼，屬於亞歷山大群島的一部分，由阿拉斯加州負責管轄，北面是米特科夫島，東南面是埃托林島，面積474平方公里，是該國第34大島嶼，島上無人居住。
56°21′21″N 132°50′09″W / 56.35583°N 132.83583°W